# معركة أب باك
كانت معركة أب باك (بالإنجليزية: Battle of Ấp Bắc) معركة كُبرى دارت في 2 يناير 1963 خلال حرب فيتنام. في 28 ديسمبر 1962، اكتشفت المخابرات الأمريكية وجود جهاز إرسال لاسلكي مع قوة كبيرة من جنود الفيت كونج، الذين قيل إن عددهم حوالي 120 جنديًا، في قرية «أب تان ثوي» في مقاطعة «دينه تونج»، مركز فرقة المشاة السابعة. خطط الفيتناميون الجنوبيون ومستشاروهم الأمريكيون لمهاجمة مقاطعة «دينه تونج» من ثلاثة اتجاهات لتدمير قوة  الفيت كونج باستخدام كتيبتين من القوات الاقليمية وعناصر من فوج المشاة الحادي عشر، وفرقة المشاة السابعة لجيش جمهورية فيتنام. وسيتم دعم وحدات المشاة بالمدفعية وناقلات الجنود المدرعة إم-113 والمروحيات. توقعت قوات الفيت كونج هجومًا كبيرًا من حكومة فيتنام الجنوبية من مجموعة متنوعة من المصادر، بما في ذلك حركة الإمدادات، وعميل سري، والاتصالات اللاسلكية التي تم فك تشفيرها من جيش جمهورية فيتنام. وبناء على ذلك، استعدت الفيت كونج لهجوم من قِبل القوات الأمريكية والفيتنامية الجنوبية.
في صباح الثاني من يناير/كانون الثاني 1963، قاد الحرس المدني الفيتنامي الجنوبي الهجوم بالتقدم نحو «آب تان ثوي» من الجنوب. عندما وصلوا إلى قرية أب باك، جنوب شرق أب تان ثوي، تم محاصرتهم على الفور من قبل عناصر الكتيبة 261 التابعة للفيت كونج. وبعد فترة وجيزة، تم إرسال ثلاث سرايا من فوج المشاة الحادي عشر إلى المعركة في شمال أب تان ثوي. لكنهم أيضًا لم يتمكنوا من التغلب على جنود الفيت كونج الذين تحصنوا في المنطقة. قبل منتصف النهار بقليل، تم إرسال تعزيزات إضافية جواً من تان هييب. وتعرضت المروحيات الأمريكية الخمس عشرة التي كانت تنقل القوات لإطلاق نار من جانب الفيت كونج، مما أدى إلى فقدان خمس مروحيات.
تم بعد ذلك نشر السرب الرابع الآلي التابع لجيش فيتنام الجنوبية لإنقاذ الجنود وأطقم الطائرات الأمريكية المحاصرين في الطرف الجنوبي الغربي من أب باك. ولكن كان قائدها متردداً للغاية في نقل ناقلات الجنود المدرعة الثقيلة إم-113 عبر التضاريس المحلية. وفي نهاية المطاف، لم يكن لوجودهم أي تأثير يذكر حيث صمدت قوات الفيت كونج على أرضها وقتلت أكثر من اثني عشر فردًا من طاقم دبابة إم-113 الفيتنامية الجنوبية في هذه العملية. تم إنزال الكتيبة الثامنة المحمولة جواً من جيش جمهورية فيتنام في وقت متأخر من بعد الظهر في ساحة المعركة. ولكنهم كانوا محاصرين ولم يتمكنوا من اختراق خط دفاع الفيت كونج. تحت جنح الظلام، انسحبت الفيت كونج من ساحة المعركة، محققين أول انتصار كبير لهم.

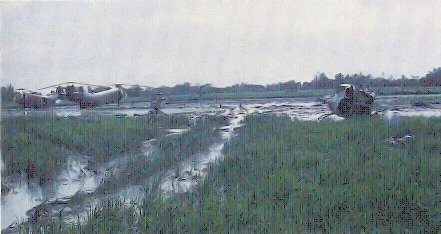
طائرتان CH-21 وهيوي تم إسقاطهما في حقل أرز.

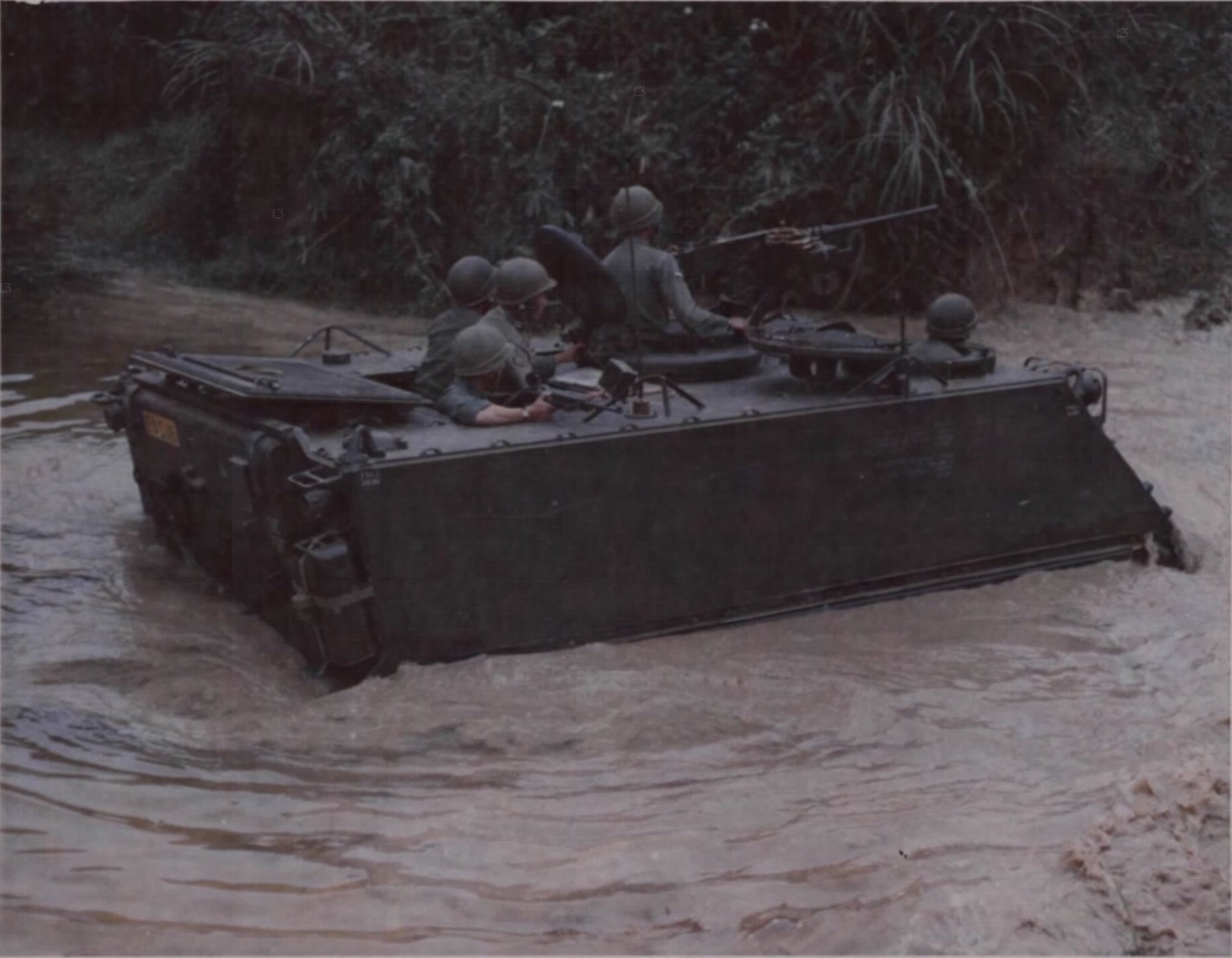
مدرعة إم-113 تابعة لجيش فيتنام الجنوبي.